# Ensayos (álbum de Astor Piazzolla)
Ensayos es un álbum bootleg de Astor Piazzolla con grabaciones inéditas de un ensayo de 1961, registradas con su Quinteto en Buenos Aires, Argentina, fue editado por el sello argentino Jazz & Fusion Records en 1995. El pianista Eduardo Lagos fue el responsable de los registros que se llevaron a cabo en su domicilio, que el mismo efectuó con un grabador de cinta abierta hogareño.

## Historia
Las grabaciones de Ensayos son presumiblemente de fines de 1960 a principios de 1961, mientras que otras fuentes argumentan que se habrían registrado entre febrero a marzo de 1961, en Buenos Aires, Argentina. El pianista Eduardo Lagos fue el responsable de las grabaciones que se llevaron a cabo en su domicilio, que él mismo efectuó con un grabador de cinta abierta hogareño marca Geloso 150 a una velocidad de 7 y 1/2 pulgadas por segundo, cuyo micrófono ubicó colgado de una luz del techo. Las grabaciones tienen la singularidad de que coinciden Elvino Vardaro y Horacio Malvicino, quienes nunca estuvieron juntos en otras grabaciones, ya que Vardaro grabaría por lo general con Oscar López Ruiz. Ensayos funciona como un eslabón entre Piazzolla interpreta a Piazzolla y Piazzolla... o NO? Bailable y apizolado.

## Lanzamientos y publicaciones
Ensayos se editó originalmente en 1995 por el sello Jazz & Fusion en Argentina, y al año siguiente se editó en España por el sello DiscMedi. En el año 2000 se reeditó en Argentina por el sello Random, y en 2004 el sello RP lo volvió a editar en el país.

## Lista de canciones
Todas las canciones escritas y compuestas por Astor Piazzolla, excepto donde se indica. 
| N.º | Título                                          | Cantante      | Duración |  |
| 1.  | «Contrabajeando»                                |               | 3:54     |  |
| 2.  | «Lo Que Vendrá»                                 |               | 4:08     |  |
| 3.  | «Intimidad de Ensayo»                           |               | 2:44     |  |
| 4.  | «Tango para una Ciudad»                         |               | 5:53     |  |
| 5.  | «Bando»                                         |               | 3:17     |  |
| 6.  | «Tres Minutos con la Realidad»                  |               | 3:04     |  |
| 7.  | «Melancólico Buenos Aires»                      |               | 4:21     |  |
| 8.  | «Triunfal»                                      |               | 3:31     |  |
| 9.  | «Nonino»                                        |               | 3:25     |  |
| 10. | «Adiós Nonino»                                  |               | 4:13     |  |
| 11. | «Cristal» (José María Contursi, Mariano Mores)  | Nelly Vázquez | 3:27     |  |
| 12. | «Uno» (Enrique Santos Discépolo, Mariano Mores) | Nelly Vázquez | 4:36     |  |

## Créditos
- Astor Piazzolla - bandoneon
- Kicho Díaz - contrabajo
- Horacio Malvicino - guitarra eléctrica
- Jaime Gosis - piano
- Elvino Vardaro - violín
- Nelly Vázquez - voz

Otros
- Alfredo Radoszynski - productor, notas del álbum
- Eduardo Lagos - notas del álbum
- Gianni Mestichelli - fotografía
- Sergio Radoszynski - arte